# Włodzimierz Tetmajer

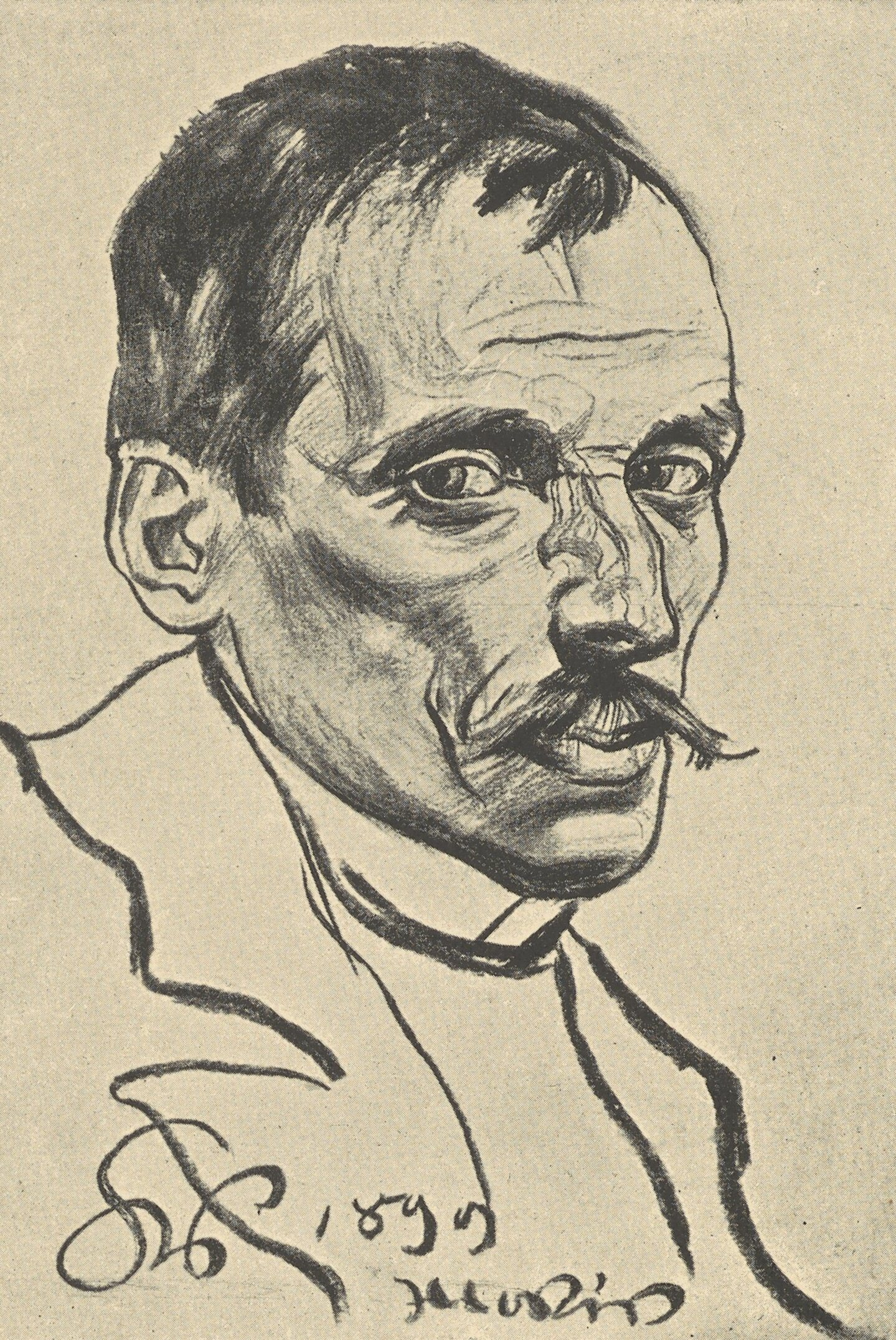
Porträt Tetmajers von Stanisław Wyspiański

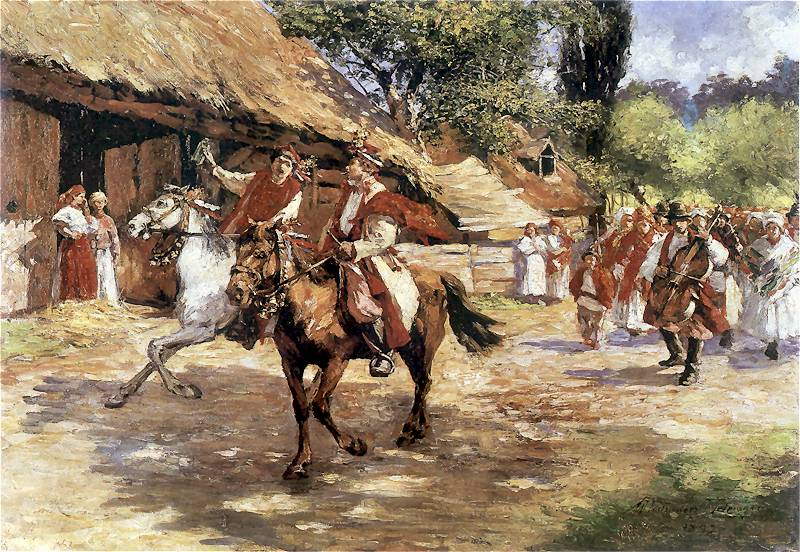
„Wesele“
(Die Hochzeit), Włodzimierz Tetmajer

Włodzimierz Przerwa-Tetmajer (* 31. Dezember 1861 in Harklowa, Kaisertum Österreich; † 26. Dezember 1923 in Krakau, Zweite Polnische Republik) war ein polnischer Maler und Politiker.

## Biografie
Er studierte Malerei an den Kunsthochschulen in Krakau, Wien, München und Paris sowie von 1889 bis 1895 bei Jan Matejko, sowie Klassische Philologie an der Jagiellonen-Universität. Er malte hauptsächlich Landschaften, Szenen aus dem Bauernleben sowie sakrale Polychromie. 1914–1918 war er Abgeordneter der XII. Legislaturperiode des österreichischen Abgeordnetenhauses und nach 1918 des polnischen Sejm, als PSL-Piast-Abgeordneter. Włodzimierz Tetmajer war Halbbruder des Schriftstellers Kazimierz Przerwa-Tetmajer und Cousin des Schriftstellers Tadeusz Boy-Żeleński und Ludwig von Tetmajer sowie verschwägert mit dem Dichter Lucjan Rydel, der die Schwester von Tetmajers Ehefrau heiratete. Diese Hochzeit stand Modell für das Drama Stanisław Wyspiańskis Wesele (Die Hochzeit) und das im Artikel zu sehende gleichnamige Bild Włodzimierz Tetmajers.